# Wiesiołoje (obwód biełgorodzki)
Wiesiołoje (ros. Весёлое) – wieś (sieło) w Rosji, w obwodzie biełgorodzkim, w rejonie krasnogwardiejskim. W 2010 liczyła 2156 mieszkańców.